# Bestemming X
Bestemming X est une émission de télévision belge néerlandophone, adaptée et diffusée dans plusieurs pays depuis 2023.
Le jeu est présenté par Kevin Janssens. Au cours d'un voyage à travers l'Europe, à bord d'un bus aux vitres opaques, les dix participants doivent recueillir des informations sur leur destination grâce à différents indices. À chaque épisode, les participants doivent deviner où ils se trouvent précisément. Le joueur le plus éloigné du lieu est éliminé.
L'émission est récompensée au festival de la Rose d'or 2023 avec le prix de la meilleure « téléréalité de compétition » à Londres.
En France, le jeu est adapté sous le titre Destination X : sauront-ils se repérer ? et est diffusé sur M6 depuis le jeudi 28 décembre 2023.
Le format, distribué à l'international par Be-Entraînement a ensuite été adapté dans plusieurs pays autour du monde Ainsi, depuis 2023.

## Version Internationales
Actuellement en diffusion (1)
 Saison à venir (3)
 Statut à déterminer (4)
 Annulé
| Pays/Région | Titre local                              | Chaîne(s) | Gagnant(s) | Présentateur(s) |
| ----------- | ---------------------------------------- | --------- | ---------- | --------------- |
| France      | Destination X : sauront-ils se repérer ? | M6        | Hélène     | Philippe Bas    |